# Войде, Карл Маврикиевич
Карл (Карл-Август-Фридрих) Маврикиевич Войде (9 июля 1833, Варшава — 28 октября 1905, Варшава) — российский генерал от инфантерии, военный писатель.

## Биография
Карл Войде родился 9 июля 1833 года, образование получил в Варшавском благородном пансионе. 7 августа 1851 года поступил унтер-офицером в 1-й сапёрный батальон и 9 марта 1853 года был произведён в прапорщики во 2-й сапёрный резервный батальон.
В 1858 году окончил курс Николаевской академии Генерального штаба по 1-му разряду; 1 января 1860 года с чином капитана зачислен в Генеральный штаб и назначен помощником старшего адъютанта главного штаба 1-й армии, с 10 марта 1862 года был штаб-офицером для особых поручений при том же штабе. В 1863 году участвовал в подавлении польского мятежа и за отличие в бою при Болимовском лесу произведён в подполковники (со старшинством от 27 января 1863 года). С 25 декабря того же года был начальником штаба 2-й гренадерской дивизии.
27 марта 1866 года Войде получил чин полковника; 10 декабря 1867 года назначен командиром 8-го гренадерского Московского полка, 15 сентября 1873 года получил должность помощника начальника штаба Варшавского военного округа, 29 июня 1874 года произведён в генерал-майоры (со старшинством от 1 января 1878 года).
7 мая 1878 года назначен начальником штаба Оренбургского военного округа, 27 января 1881 года был направлен в распоряжение командующего войсками Варшавского военного округа; в 1882 году состоял в комиссии генерала Роопа по укреплению Варшавы, в 1883 г. был назначен членом комиссии по устройству и образованию войск и 30 августа 1889 года за отличие был произведён в генерал-лейтенанты.
14 августа 1890 года назначен начальником 2-й, а 31 октября того же года 10-й пехотной дивизии. С 3 июня 1898 года состоял членом Военно-учёного комитета Главного штаба и председателем комиссии по описанию русско-турецкой войны 1877—1878 гг.. 9 марта 1903 года произведён в генералы от инфантерии и назначен в распоряжение военного министра.
Карл Маврикиевич Войде умер в 1905 году. Похоронен на кальвинистском кладбище в Варшаве.
К. М. Войде активно трудился на ниве военной литературы и имеет массу публикаций в периодической печати, также известны его крупные работы, вышедшие отдельными изданиями.

### Герб
К. М. Войде использовал герб Доброрад, пожалованный Николаем I его отцу, доктору медицины и хирургии Маврикию Фридриховичу Войде.

## Избранная библиография
- Действительное значение самостоятельности в командной системе на войне (По поводу некоторых отзывов в нашей военной печати). 2-е изд. СПб., 1898
- Мирные манёвры и их значение. СПб., 1894
- Победы и поражения в войне 1870 года и действительные их причины. Опыт кртитческого описания франко-германской войны до Седанской битвы включительно. Т. 1—2. Варшава, 1889—1890
- Самостоятельность частных начальников на войне. СПб., 1892

## Награды
Среди прочих наград Войде имел ордена:
- Орден Святой Анны 3-й степени (1862 год)
- Орден Святого Станислава 2-й степени (1865 год)
- Орден Святой Анны 2-й степени (1867, императорская корона к этому ордену пожалована в 1873 году)
- Орден Святого Владимира 4-й степени (1871 год)
- Орден Святого Владимира 3-й степени (1878 год)
- Орден Святого Станислава 1-й степени (1881 год)
- Орден Святой Анны 1-й степени (1883 год)
- Орден Святого Владимира 2-й степени (1886 год)
- Орден Белого орла (1892 год)

Иностранные:
- Мекленбург-Шверинский Орден Вендской короны 1-й степени со звездой (1873)
- Австрийский Орден Железной короны 2-й степени (1874)